# منطقة حدودية

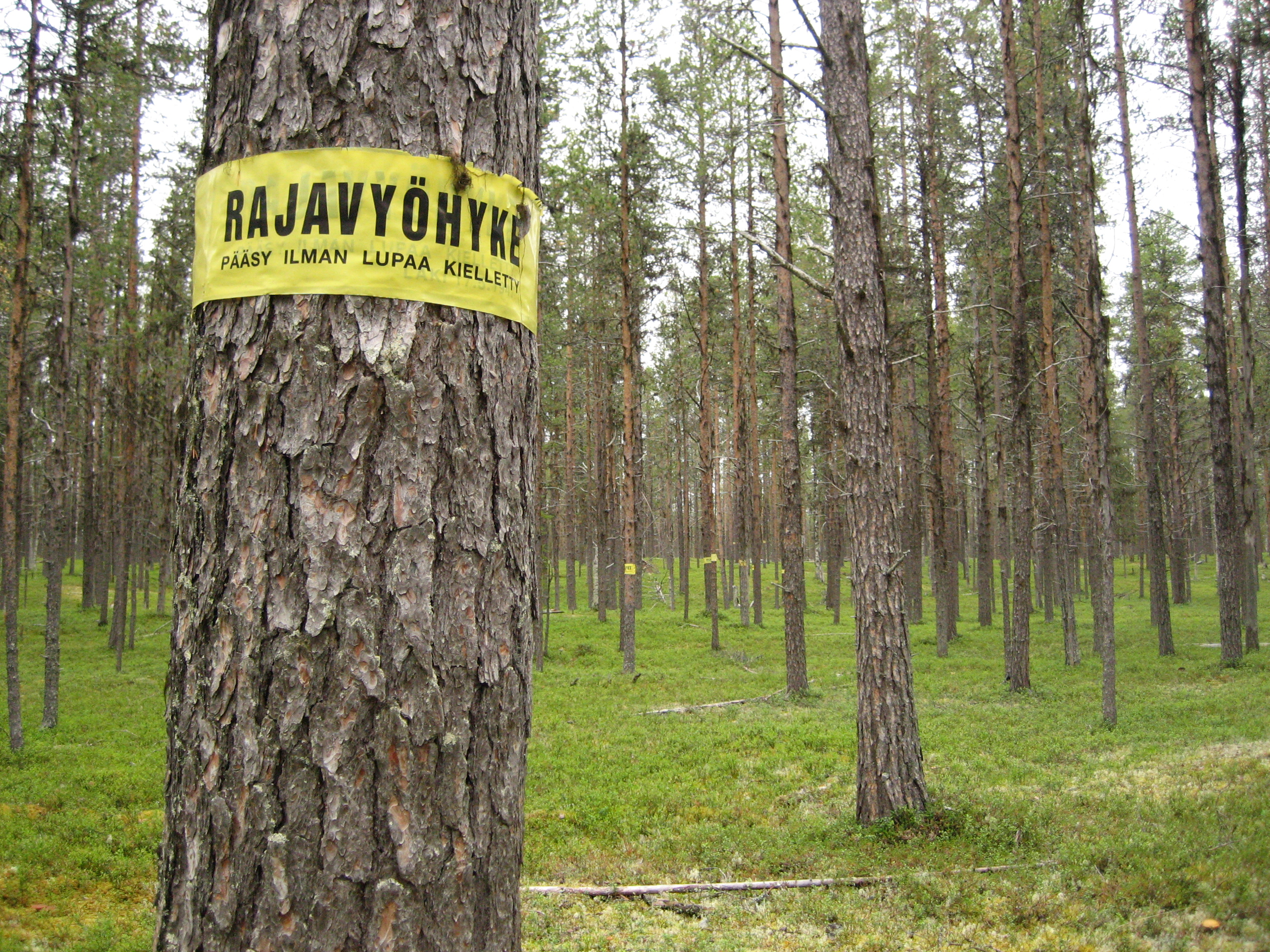
المنطقة الحدودية مشار إليها على شجرة على الحدود الفنلندية-الروسية: ممنوع الدخول

المناطق الحدودية (بالإنجليزية: Border zones)‏ هي المناطق التي توجد بالقرب من الحدود السياسية والتي تخضع لقيود خاصة في الحركة. قد تقوم الحكومات بحظر الدخول أو الخروج غير المصرح به للمناطق الحدودية وتقييد ملكية الممتلكات الموجودة في تلك المناطق، حيث تعمل هذه المناطق كمناطق عازلة تتم مراقبتها من قبل حرس الحدود بهدف منع الدخول أو الخروج بشكل غير قانوني، فتقييد الدخول يساعد على تحديد المتسللين غير الشرعيين، كما ويمكن أن تكون المناطق الحدودية مزودة بوسائل الدفاع العسكري مثل حقول الألغام، الأسلاك الشائكة، وأبراج المراقبة. بعض المناطق الحدودية تكون مصممة لمنع الهجرة غير الشرعية، والتي قد تكون داخلية أو خارجية، ولا يوجد فيها الكثير من القيود وتكتفي بوجود نقاط تفتيش للتحقق من حالة الهجرة.عادة ما يوضع مشهد حدودي في تلك المناطق.
يكون التحرك داخل المنطقة حدودية دون ترخيص في بعض الدول جريمة تؤدي إلى الاعتقال، مجرد الوجود داخل هذه المناطق بشكل مقصود بدون سبب يعتبر جريمة، حتى مع وجود ترخيص، حيث أن التصوير، إشعال الحرائق، حمل الأسلحة النارية، والصيد، كلها أمور محظورة في المناطق الحدودية.

## أمثلة
- منطقة الحدود الأمنية لروسيا.
- المنطقة المنزوعة السلاح (كوريا).
- منطقة الحدود المغلقة، هونغ كونغ.
- الحدود بين فنلندا وروسيا.

## تاريخ
- الحرب العالمية الأولى: سلك الموت، بلجيكا.
- الحرب الباردة: الستار الحديدي كان مصطلحًا جماعيًا للحدود بين الجبهة الشرقية (دول أوروبا الشرقية) والدول الغربية، كانت الحدود الألمانية الداخلية واحدة من أكثر الأجزاء المقيدة، حيث أن القيود على المباني والسكان خلقت المنطقة (أ) (الحزام الأخضر الأوروبي).